# Montrelais

Montrelais este o comună în departamentul Loire-Atlantique, Franța. În 2009 avea o populație de 829 de locuitori.